# Kasseistroken in Zeeland

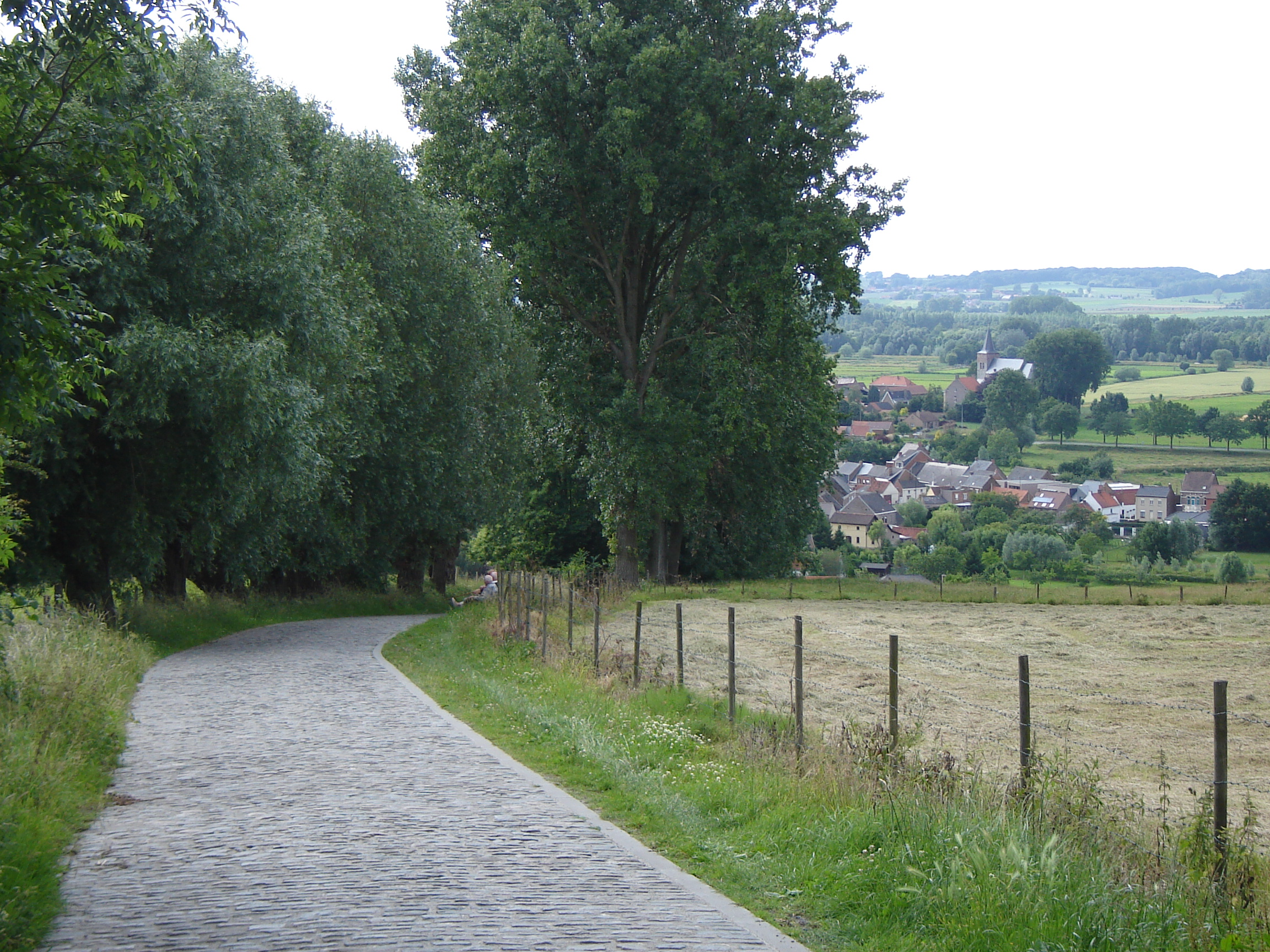
Voorbeeld van een kasseistrook.

Dit is een lijst van kasseistroken in Zeeland, Nederland. Deze kasseistroken zijn vooral bekend uit wielerwedstrijden. Vaak worden ze gecombineerd. Enkele kasseistroken zitten in recreatieve wieler- of fietsroutes. 

## Zeeuws-Vlaanderen
De kasseistroken in Zeeuws-Vlaanderen zitten of zaten in diverse wielerwedstrijden. Ze zijn meermaals opgenomen in de Delta Tour Zeeland, de Ronde van Zeeland Seaports, de Wim Hendriks Trofee en de Internationale Junioren Driedaagse. Sommige wedstrijden maakten ook een uitstapje over de grens en deden dan ook de kasseistrook Casteleynstraat aan. 
De recreatieve wielerroute Theo Middelkamproute doet de Smokkelweg-Timmermansweg, de Kasseiweg, de Bolderweg en de Waterhuisstraat aan. De recreatieve fietsroute Staats-Spaanse Liniesroute komt langs de Kasseiweg en doet de Mauritsweg aan.
De bekendste stroken in Zeeuws-Vlaanderen zijn:
- De Timmermansweg: een kasseistrook en straat in de buurt van buurtschap Pyramide. De strook is 1,9 km lang.
- De Smokkelweg: een kasseistrook en straat in de buurt van buurtschap Pyramide. De strook is 1,3 km lang.
- De Boekhouteweg: een kasseistrook en straat in de buurt van Philippine. De strook is 0,7 km lang.
- De Kasseiweg: een kasseistrook en straat in de buurt van IJzendijke. De strook is 0,9 km lang en ligt tegen de grens met België.
- De Bolderweg: een kasseistrook en straat in de buurt van Biervliet. De strook is 0,9 km lang.
- De Noordstraat: een kasseistrook en straat in de buurt van Biervliet. De strook is 0,6 km lang.
- De Paviljoenweg: een kasseistrook en straat in de buurt van Biervliet. De strook is 0,6 km lang.
- De Plattedijk: een kasseistrook en straat in de buurt van Axel. De strook is 0,9 km lang.
- De Mauritsweg: een kasseistrook en straat in IJzendijke. De strook is 0,3 km lang.
- De Schorerweg: een kasseistrook en straat in de buurt van IJzendijke. De strook is 0,9 km lang.
- De Waterhuisstraat: een kasseistrook en straat in de buurt van Zuiddorpe. De strook is 0,6 km lang.
- De Knolweg: een kasseistrook en straat in Clinge. De strook is 0,6 km lang en na een petitie opgeknapt en op 11 maart 2022 geopend.

## Zuid-Beveland
De kasseistroken in Zuid-Beveland zitten of zaten in diverse wielerwedstrijden. Ze zijn meermaals opgenomen in de Delta Tour Zeeland en de Ronde van Zeeland Seaports. De kasseistrook Hogerwaardpolder werd opgenomen in de World Ports Classic en Schaal Sels. Ook wordt deze strook opgenomen in de Slag om Woensdrecht. In 2023 zat ze in de 3e etappe van de ZLM Tour. De Vijdtpolder werd voorheen opgenomen in Schaal Sels.
De recreatieve wielerroute Jo de Rooroute gaat over de Hogerwaardpolder.
De bekendste stroken in Zuid-Beveland zijn:
- De Hogerwaardpolder: polder en ook een straat in de buurt van Rilland. De straat is samen met de Hogerwaardweg een kasseiweg parallel aan de Oude Rijksweg (N289). De weg ligt in de gelijknamige Hogerwaardpolder. De strook is 2,3 km lang en ligt deels in Noord-Brabant en deels in Zeeland.
- De Vijdtpolder: een kasseistrook en straat op de grens tussen Zeeland en Noord-Brabant in de omgeving Ossendrecht.

## Noord-Beveland
In Noord-Beveland ligt één bekende kasseistrook, Het Kaaidijkje (of 't Kaaitje). Dit is een kasseistrook en straat in de buurt van Geersdijk. De strook is 0,3 km lang. Ze zat vaak in de tot 2019 verreden Ronde van Noord-Beveland en in de Delta Tour Zeeland. De recreatieve fietsroute Rondje Veerse Meer komt ook langs deze strook.

## Tholen
Op Tholen ligt een bekendere strook, de Voorstraat. Dit is een kasseistrook en straat in Stavenisse. De strook is 0,2 km lang. De Keetie van Oosten-Hageroute komt vlakbij de strook in de buurt als deze langs Stavenisse gaat. De strook zit in de recreatieve fietsroute Beleefroute: Expeditie Delta.